# Bronte
Bronte är en stad och en kommun i storstadsregionen Catania, innan 2015 provinsen Catania, på Sicilien, väster om Etna, vid järnvägsstationen Catania-Riposto. Kommunen hade 18 963 innevånare (2017), och vinodling är den främsta näringen.